# Supercopa de Italia 2003
La Supercopa de Italia 2003 fue la edición número 16 del torneo. Se disputó el 3 de agosto de 2003 en el Giants Stadium de East Rutherford, Nueva Jersey y en ella se enfrentaron el campeón del Campeonato Italiano 2002-2003, la Juventus y el campeón de la Copa Italia 2002-03, el AC Milan. Un mes antes, el 28 de mayo de 2003, ambos se habían visto las caras por la Final de la Liga de Campeones en la que el conjunto milanés se impuso 3-2 en la tanda de penales luego de un empate 0-0 en el Old Trafford de Mánchester. Se trató de la segunda edición de la Supercopa Italiana en jugarse en suelo estadounidense y la tercera en disputarse fuera de territorio italiano.
El conjunto piamontés tuvo su revancha y salió campeón tras ganarle 5 a 3 en la tanda de penales a los rojinegros después de terminar empatados 1 a 1 en el tiempo reglamentario, obteniendo así su 4.º título en dicha competencia, igualando al rival milanés en palmares y estableciéndose junto a ellos como máximos campeones en dicha competencia.

## Juventus - Milan
| 1          | POR        | Gianluigi Buffon      |      |
| 15         | DEF        | Alessandro Birindelli |      |
| 23         | DEF        | Nicola Legrottaglie   |      |
| 13         | DEF        | Mark Iuliano          | 107' |
| 19         | DEF        | Gianluca Zambrotta    |      |
| 3          | MED        | Alessio Tacchinardi   |      |
| 18         | MED        | Stephen Appiah        |      |
| 9          | MED        | Fabrizio Miccoli      | 53'  |
| 11         | MED        | Pavel Nedved          |      |
| 10         | DEL        | Alessandro Del Piero  | 68'  |
| 17         | DEL        | David Trezeguet       |      |
| Entrenador | Entrenador | Marcello Lippi        |      |

| 77         | POR        | Christian Abbiati |     |
| 2          | DEF        | Cafu              |     |
| 13         | DEF        | Alessandro Nesta  |     |
| 3          | DEF        | Paolo Maldini     |     |
| 4          | DEF        | Kakha Kaladze     |     |
| 8          | MED        | Gennaro Gattuso   | 45' |
| 21         | MED        | Andrea Pirlo      |     |
| 20         | MED        | Clarence Seedorf  | 77' |
| 10         | MED        | Rui Costa         | 81' |
| 7          | DEL        | Andriy Shevchenko |     |
| 9          | DEL        | Filippo Inzaghi   |     |
| Entrenador | Entrenador | Carlo Ancelotti   |     |

| 16 | MED | Mauro Camoranesi | 53'  |
| 20 | DEL | Marco Di Vaio    | 68'  |
| 2  | DEF | Ciro Ferrara     | 107' |

| 25 | MED | Massimo Ambrosini | 45' |
| 27 | MED | Serginho          | 77' |
| 32 | MED | Cristian Brocchi  | 81' |

| Anotado | 107' | David Trezeguet | 1–1 |

| Anotado · Penal | 106' | Andrea Pirlo | 0–1 |

| Marco Di Vaio         | Acierto de penal | 1:0 |                  |                   |
|                       |                  | 1:1 | Acierto de penal | Andrea Pirlo      |
| David Trezeguet       | Acierto de penal | 2:1 |                  |                   |
|                       |                  | 2:2 | Acierto de penal | Serginho          |
| Alessandro Birindelli | Acierto de penal | 3:2 |                  |                   |
|                       |                  | 3:2 | Fallo de penal   | Christian Brocchi |
|                       |                  |     |                  |                   |
| Mauro Camoranesi      | Acierto de penal | 4:2 |                  |                   |
|                       |                  | 4:3 | Acierto de penal | Alessandro Nesta  |
| Ciro Ferrara          | Acierto de penal | 5:3 |                  |                   |

| Amonestado | 81' | Alessio Tacchinardi |

| Amonestado | 28' | Paolo Maldini |

| Reporte | Partido Archivado el 15 de febrero de 2018 en Wayback Machine. |
| Árbitro | Pierluigi Collina                                              |

| 1          | POR        | Gianluigi Buffon      |      |
| 15         | DEF        | Alessandro Birindelli |      |
| 23         | DEF        | Nicola Legrottaglie   |      |
| 13         | DEF        | Mark Iuliano          | 107' |
| 19         | DEF        | Gianluca Zambrotta    |      |
| 3          | MED        | Alessio Tacchinardi   |      |
| 18         | MED        | Stephen Appiah        |      |
| 9          | MED        | Fabrizio Miccoli      | 53'  |
| 11         | MED        | Pavel Nedved          |      |
| 10         | DEL        | Alessandro Del Piero  | 68'  |
| 17         | DEL        | David Trezeguet       |      |
| Entrenador | Entrenador | Marcello Lippi        |      |

| 77         | POR        | Christian Abbiati |     |
| 2          | DEF        | Cafu              |     |
| 13         | DEF        | Alessandro Nesta  |     |
| 3          | DEF        | Paolo Maldini     |     |
| 4          | DEF        | Kakha Kaladze     |     |
| 8          | MED        | Gennaro Gattuso   | 45' |
| 21         | MED        | Andrea Pirlo      |     |
| 20         | MED        | Clarence Seedorf  | 77' |
| 10         | MED        | Rui Costa         | 81' |
| 7          | DEL        | Andriy Shevchenko |     |
| 9          | DEL        | Filippo Inzaghi   |     |
| Entrenador | Entrenador | Carlo Ancelotti   |     |

| 16 | MED | Mauro Camoranesi | 53'  |
| 20 | DEL | Marco Di Vaio    | 68'  |
| 2  | DEF | Ciro Ferrara     | 107' |

| 25 | MED | Massimo Ambrosini | 45' |
| 27 | MED | Serginho          | 77' |
| 32 | MED | Cristian Brocchi  | 81' |

| Anotado | 107' | David Trezeguet | 1–1 |

| Anotado · Penal | 106' | Andrea Pirlo | 0–1 |

| Marco Di Vaio         | Acierto de penal | 1:0 |                  |                   |
|                       |                  | 1:1 | Acierto de penal | Andrea Pirlo      |
| David Trezeguet       | Acierto de penal | 2:1 |                  |                   |
|                       |                  | 2:2 | Acierto de penal | Serginho          |
| Alessandro Birindelli | Acierto de penal | 3:2 |                  |                   |
|                       |                  | 3:2 | Fallo de penal   | Christian Brocchi |
|                       |                  |     |                  |                   |
| Mauro Camoranesi      | Acierto de penal | 4:2 |                  |                   |
|                       |                  | 4:3 | Acierto de penal | Alessandro Nesta  |
| Ciro Ferrara          | Acierto de penal | 5:3 |                  |                   |

| Amonestado | 81' | Alessio Tacchinardi |

| Amonestado | 28' | Paolo Maldini |

| Reporte | Partido Archivado el 15 de febrero de 2018 en Wayback Machine. |
| Árbitro | Pierluigi Collina                                              |

| Supercopa de Italia         |
|                             |
| Campeón Juventus 4.º título |